# 劉魯生
劉魯生（1513年—？），字希孔，號泗泉，山東東昌府高唐州恩縣人，民籍，明朝政治人物。同進士出身。

## 生平
嘉靖十年（1531年）辛卯科山東鄉試第四十六名舉人。嘉靖二十六年（1547年）中式丁未科會試第四十名，登第三甲第一百五十六名進士。户部觀政，授任山西曲沃县知县，升户部主事，历员外郎、郎中，官至河南开封府知府。

## 家族
曾祖劉忠；祖父劉進，典史；父劉鎬，主簿。母馬氏；繼母郭氏；繼母房氏。慈侍下。弟劉洛生，安吉知州；关生；闽生；兖生。